# 樂美森
樂美森（英語：Mason Loh，1958年10月2日—），加拿大华裔社區活躍人士，在台灣台北出生，在英屬香港長大，後移居加拿大温哥華。他是一個御用大律師，專精商務法，曾在卑詩大學法學院執教。他於1994年至1998年間擔任卑詩省移民服務機構中僑互助會的主席，也曾代表加拿大自由黨參與國會下議院選舉。

## 生平
樂美森出生於台灣台北，在家中三兄弟中排行第二。父親是台灣商人樂嘉範，幾十年前已經取得美國棉花在東南亞的獨家代理權；母親是趙可士。他四歲時隨家人移居到英屬香港，就頏玫瑰崗學校（小學部），1973年在香港華仁書院唸完初中三之後再隨父母移民到加拿大温哥華。
樂美森在温哥華完成高中之後就進入卑詩大學攻讀法律系。在大學時期認識了現在的太太陳嘉敏，當時她是一位同校的醫科學生。他們開始談戀愛，後來更結婚了。樂美森大學畢業拿到律師資格後，在溫哥華一間著名律師樓工作，當時是九十名律師中唯一的華裔。1988年樂美森被公司委派到香港開設辦事處，太太選擇放棄行醫與丈夫隨行，但因為雙方父母都在加拿大，所以他們皆未有打算在香港長居。
1990年，樂美森的長子樂可嘉在温哥華出生，因此樂氏夫婦決意回歸，在溫哥華創業興家。
樂美森於1997年被卑詩省政府委任為卑詩省中醫針灸管理局理事，並於1997年至2005年間出任該機構主席。

### 加入中僑互助會
1980年，當樂美森還在卑詩大學唸書的時候，已經有暑假加入中僑互助會當義工，曾在一個小山區的社區中心擔任資訊外展工作。他於1986年成為理事會成員，再於1994年當選為中僑主席，之後連任兩屆主席至1998年9月底根據會章卸任為止，是歷來任期最長的中僑主席。

### 參政
樂美森曾於2000年國會下議院選舉中代表加拿大自由黨出戰溫哥華東選區，但以13421票對16818票之差不敵尋求連任的加拿大新民主黨候選人戴慧思。
原屬聯邦自由黨的溫哥華京士威選區國會議員艾民信於2006年轉投聯邦保守黨後，樂美森與袁薇於同年角逐下屆大選該選區自由黨候選人的資格，最終樂美森敗於袁薇。
樂美森再於2009年與陳卓愉和蘇立道爭奪來屆聯邦大選列治文選區的自由黨候選人資格，最終由蘇立道勝出。

## 獎項或榮銜
- 1998年--《御用大律師頭銜》--(卑詩省律政廳、法院及律師公會)
- 2000年--《溫哥華模範領袖義工獎》
- 2002年--《英女皇金禧獎章》--因政府認可傑出的社會貢獻。
- 2006年--《榮譽高級中醫師職銜》--(卑詩省中醫針灸管理局)